# Gauche verte (Hongrie)
 (septembre 2018).
Si vous disposez d'ouvrages ou d'articles de référence ou si vous connaissez des sites web de qualité traitant du thème abordé ici, merci de compléter l'article en donnant les références utiles à sa vérifiabilité et en les liant à la section « Notes et références ».
Pour les articles homonymes, voir Gauche verte.
Le parti Gauche verte (hongrois : Zöld Baloldal Párt, prononcé [ˈzøld ˈbɒloldɒl ˈpaːɾt], ZB) est un ancien parti politique hongrois, dont le président était Attila Trasciatti.
Fondé en 2009 par la fusion de l'Alliance des démocrates verts (en) (Zöld Demokraták), de l'Initiative féministe européenne pour une Europe différente (Európai Feminista Kezdeményezés Egy Másmilyen Európáért) d'Andrea Alföldi, du Parti ouvrier de Hongrie 2006 (Magyarországi Munkáspárt 2006) et de sa fédération de jeunesse Union de la jeunesse de gauche - Jeunes communistes de Hongrie (Fiatal Baloldali Unió – Magyarországi Ifjú Kommunisták), il s'agit d'un parti qui porte à la fois une sensibilité marxiste et une aspiration écologiste. Il est proche du parti de Die Linke en Allemagne.